# Modulação por largura de pulso
A modulação por largura de pulso (MLP) - mais conhecida pela sigla em inglês PWM (pulse-width modulation) - de um sinal ou em fontes de alimentação envolve a modulação de sua razão cíclica (duty cycle) para transportar qualquer informação sobre um canal de comunicação ou controlar o valor da alimentação entregue à carga.

## Telecomunicações
Em telecomunicações, a largura dos pulsos corresponde a valores de dados específicos codificados numa extremidade e descodificados na outra extremidade.
Pulsos de largura variadas (a informação em si) será enviada em intervalos regulares (a frequência portadora da modulação).
```
          _      _      _      _      _      _      _      _
         | |    | |    | |    | |    | |    | |    | |    | |
Clock    | |    | |    | |    | |    | |    | |    | |    | |
       __| |____| |____| |____| |____| |____| |____| |____| |____
```

```
                 _      __     ____          ____   _
Dados           | |    |  |   |    |        |    | | |
                | |    |  |   |    |        |    | | |
       _________| |____|  |___|    |________|    |_| |___________
```

```
Dados    0      1      2      4      0      4      1      0
```

A inclusão de um clock não é necessária. A borda de subida do sinal de dados pode ser usada como relógio se um pequeno desfasamento for adicionado ao valor dos dados de forma a evitar a falta de pulso para os valores zero.

## Transferência de potência

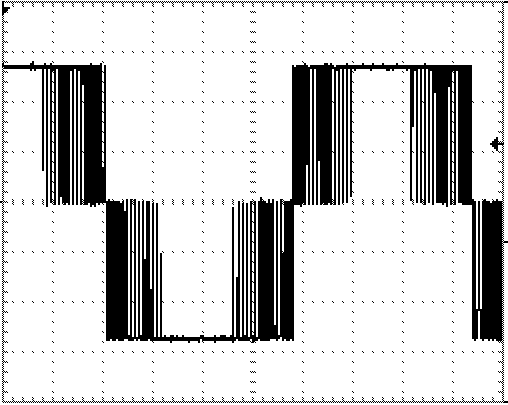
Sinal PWM simulando uma tensão alternada senoidal sobre uma carga resistiva.

PWM é também utilizada para variar o valor da transferência de potência entregue a uma carga sem as perdas ocorridas normalmente devido à queda de tensão por recursos resistivos. Em um sistema PWM, a chave de estado sólido (normalmente IGBT, MOSFET ou transistor bipolar) usada para controlar o fluxo de corrente: ora não conduzindo corrente, ora conduzindo, mas provocando uma queda de tensão muito baixa; como a potência instantânea dissipada pela chave é o produto da corrente pela tensão elétrica a um dado instante, isso significa que nenhuma potência é dissipada se a chave fosse uma chave "ideal". Com uma taxa de modulação suficientemente elevada, simples filtros RC são frequentemente utilizados para suavizar o trem de pulsos em uma tensão analógica estável. Esse método é normalmente empregado no controle de velocidade de motores de corrente contínua.
A técnica de PWM é empregada em diversas áreas da eletrônica e, por meio da largura do pulso de uma onda quadrada, é possível o controle de potência ou velocidade.
Imagine uma chave simples liga e desliga, quando ligada 100% da tensão e da potência é aplicada a carga, já quando a chave esta aberta a tensão é nula e assim a potência é 0. Quando controlamos o tempo que a chave fica ligada e consequentemente o tempo dela desligada podemos controlar a potência média entregue a carga, por exemplo: a chave fica ligada 50% ligada e 50% desligada, isso quer dizer que em média temos 50% do tempo com corrente e 50% sem. Portanto a potência média aplicada na carga é a própria tensão média, ou seja, 50%, portanto quanto maior o tempo que o pulso se manter em nível lógico alto, ou seja, ligado maior a potencia entregue a carga, quanto menor o tempo em nível lógico alto menor a entrega de potencia.
Os limites de potência de PWM também são empregados em dimmers de luz comuns em habitações. Neste caso, a eletricidade modulada é de corrente alternada (CA). Um simples ajuste na quantidade de luminosidade pode ser implementado estabelecendo-se a que tensão do ciclo CA o dimmer começa a conduzir a eletricidade à lâmpada (usando um triac). Como o ciclo ativo da modulação é o mesmo que a freqüência da linha, (60 Hz no Brasil), o olho humano "enxerga" somente a intensidade média.(Disponível em:<http://www.mecaweb.com.br/eletronica/content/e_pwm>. Data de acesso: 26/04/2017

## Regulação de tensão
A PWM é utilizada em reguladores de tensão eficientes.
Pelo chaveamento de tensão na carga, com a razão cíclica apropriada, a saída se aproximará do nível de tensão desejado.
O ripple da tensão chaveada normalmente é filtrado com um indutor e um capacitor
Um método mede a tensão de saída. Quando seu nível é menor que a tensão desejada, a chave é ligada. Quando a tensão de saída é maior que a tensão desejada, a chave é desligada.

## Efeitos de áudio
A PWM é algumas vezes utilizada em síntese de sons, pois fornece um efeito agradável similar a um coro ou osciladores ligeiramente defasados funcionando simultaneamente. A razão entre o nível alto e baixo é tipicamente modulada com um oscilador de baixa frequência.